# Rhinopias aphanes
Rhinopias aphanes — вид скорпеноподібних риб родини скорпенових (Scorpaenidae).

## Поширення
Вид зустрічається на заході Тихого океану від Японії до Австралії та у Кораловому морі.

## Опис
Риба середнього розміру до 25 см завдовжки, яскравого забарвлення. На спинному та грудних плавцях розміщені довгі, отруйні, яскраво забарвлені колючки.

## Спосіб життя
Це морський, тропічний вид, що мешкає на коралових рифах на глибині до 30 м. Активний хижак, що живиться дрібною рибою та ракоподібними.